# Немцев, Виктор Леонтьевич
Виктор Леонтьевич Немцев (16 января 1936, Чувашская АССР, Горьковский край — 9 ноября 2018, Чебоксары) — советский и российский художник и педагог. Известен как мастер пейзажа, портрета и натюрморта.

## Биография
Родился 16 января 1936 года в деревне Вотланы Комсомольского района Чувашской АССР.
Детство и юность Виктора связаны с поселком Ибреси, куда ещё до Великой Отечественной войны переехала его семья.
Окончил Ибресинскую среднюю школу, затем — Чебоксарское художественное училище в 1959 году и Чувашский государственный педагогический институт в 1970 году. Член Союза художников СССР с 1967 года.
Работал завучем Чебоксарской детской художественной школы № 1 и преподавателем Чебоксарского художественного училища. Являлся художником-живописцем Чувашских творческо-производственных мастерских Художественного фонда РСФСР (ЧТПМ ХФ РСФСР, с 1959 по 1991 год). С 1971 года был членом чувашской творческой бригады «Сельские зори». В 1992—1993 годах Виктор Немцев — руководитель творческой бригады «Ибресионисты», подготовившей выставку произведений к 100-летию посёлка Ибреси. Он участвовал также в создании и пополнении экспозиции картиной галереи Ибресинского этнографического музея, где хранятся около 50 работ Немцева.
В. Л. Немцев был участником всесоюзных, всероссийских, зональных и республиканских выставок. Его персональные выставки были организованы в Чебоксарах в 1959, 1962, 1966, 1968, 1972, 1977, 1983 годах и в Канаше в 1985 году.
Умер 9 ноября 2018 года в Чебоксарах.

## Память
Был похоронен на Аллее славы на Яушском кладбище под Чебоксарами.
В январе 2021 года в Чувашском государственном художественном музее прошла выставка, посвящённая 85-летию В. Л. Немцева.

## Заслуги
- Заслуженный художник Чувашской АССР (1976), народный художник Республики Чувашии (1993).
- Лауреат Государственной премии Чувашской Республики им. К. Иванова (1980).
- Награждён орденом «Знак Почёта» (1986).
- Мастер спорта СССР по силовой акробатике (1965)[3].